# 基基什鄉

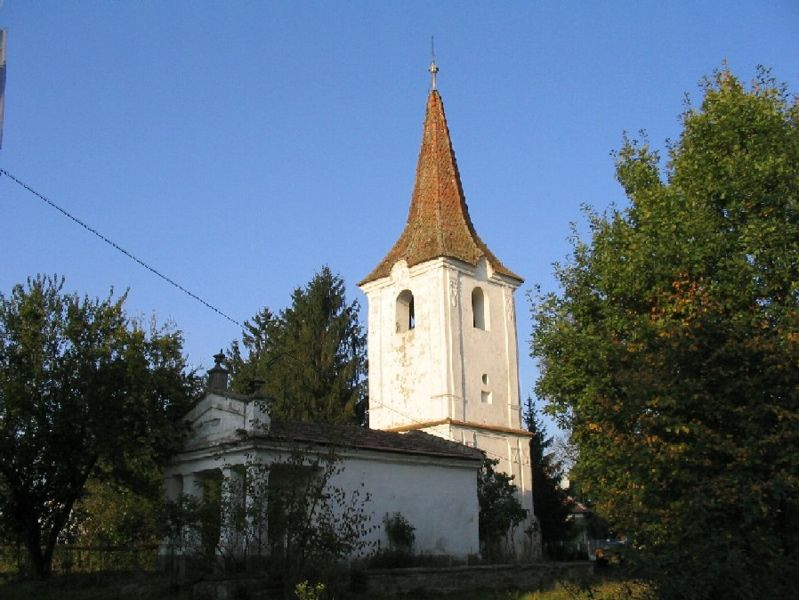

45°47′0″N 25°48′0″E / 45.78333°N 25.80000°E
基基什鄉（羅馬尼亞語：Comuna Chichiș, Covasna），是羅馬尼亞的鄉份，位於該國中部，由科瓦斯納縣負責管轄，面積21平方公里，海拔高度503米，2007年人口1,615，人口密度每平方公里78人。